# Claes Augustin Montelius
Claes Augustin Montelius, född 23 december 1804 i Stockholm, död 2 augusti 1879 i Stockholm, var en svensk stadskassör i Stockholms stad.

## Biografi
Montelius fick den 19 februari 1823 anställning såsom extra ordinarie kontorsskrivare på Stockholms Byggnadskontor och den 8 november 1826 befordrades han till ordinarie tjänsteman. Den 4 april 1838 fick han av Drätselkommissionen fullmakt som stadskassör i Stockholm. Denna tjänst behöll han till dess att han på egen begäran erhöll avsked med pension den 31 mars 1877. Han var anställd av Stockholms stad under mer än 54 år.